# Симфония № 6 (Чайковский)
Симфония № 6 си минор, соч. 74 «Патетическая» — последняя симфония Петра Ильича Чайковского, которую он писал с февраля по конец августа 1893 года. Название ей предложил брат композитора — Модест. Симфония посвящена Володе (Бобу) Давыдову (его племяннику). По мнению американского биографа композитора Александра Познанского, «посвящение Патетической симфонии Бобу Давыдову намекает на эротическое измерение её содержания». Название «Патетическая» свидетельствует о том, что в симфонии противопоставлены всеобщие и глубокие темы жизни и смерти.
Премьера состоялась 16 октября (28 октября) 1893 г. в Петербурге под управлением автора, за девять дней до смерти композитора.

## История создания
Работе над симфонией предшествовал длительный подготовительный период. Уже в 1889 году Чайковский задумал новое сочинение. Об этом он писал в письме к князю Константину Романову:
«Мне ужасно хочется написать какую-нибудь грандиозную симфонию, которая была бы как бы завершением всей моей сочинительской карьеры... Неопределенный план такой симфонии давно носится у меня в голове, но нужно стечение многих благоприятных обстоятельств для того, чтобы замысел мой мог быть приведён в исполнение. Надеюсь не умереть, не исполнивши этого намерения.
Чайковский вынашивал замыслы двух крупных сочинений для симфонического оркестра: Симфонии «Жизнь» и Симфонии си-минор, которые так и остались на стадии эскизов, а также сочинил фортепианную версию Симфонии в тональности ми-бемоль мажор и даже создал инструментовку партитуры её Первой части. Чайковский остался недоволен этой Симфонией и использовал уже сочинённый для неё музыкальный материал в других своих сочинениях.
Тем не менее замысел крупного симфонического произведения продолжал вызревать. В письме к В. Л. Давыдову от 11 февраля 1893 года Чайковский пишет:
Во время путешествия у меня явилась мысль другой симфонии, на этот раз программной, но с такой программой, которая останется для всех загадкой, — пусть догадываются, а симфония так и будет называться: Программная симфония (№ 6) <...> Программа эта самая что ни на есть проникнутая субъективностью, и нередко во время странствования, мысленно сочиняя её, я очень плакал. Теперь, возвратившись, сел писать эскизы, и работа пошла так горячо, так скоро, что менее, чем в четыре дня, у меня совершенно готова была первая часть и в голове уже ясно обрисовались остальные части. Половина третьей части уже готова. По форме в этой симфонии будет много нового, и, между прочим, финал будет не громкое аллегро, а наоборот, самое тягучее Adagio. Ты не можешь себе представить, какое блаженство я ощущаю, убедившись, что время ещё не прошло и что работать ещё можно. Конечно, может быть, я и ошибаюсь, но кажется, что нет.

Стол в спальне П. И. Чайковского в Клину, за которым была написана Шестая симфония

Таким образом, создание симфонии происходило очень быстро: 4 февраля она была начата, 24 марта эскизы всего сочинения были закончены, а к 19 августа композитор завершил всю партитуру и подготовил симфонию к печати.
Первое исполнение Шестой симфонии состоялось в Петербурге 16 октября 1893 г. под управлением автора и имело средний успех, однако это не изменило высокой авторской оценки сочинения. Через два дня после концерта в письме к П. И. Юргенсону он писал:
С этой симфонией происходит что-то странное! Она не то чтобы не понравилась, но произвела некоторое недоумение. Что касается меня самого, то я ею горжусь более, чем каким-либо другим моим сочинением.
После смерти Чайковского симфония была сыграна ещё раз под управлением Э. Ф. Направника и произвела глубочайшее впечатление, усиленное ощущением глубокой утраты. В Москве первое исполнение состоялось 4 декабря 1893 г. под управлением В. И. Сафонова.

## Программа
Чайковский в самом начале работы над симфонией упоминал о «тайной программе». Эту программу он нигде не записал, однако остались некоторые свидетельства самого автора и его современников о том, какое образное содержание он воплотил в этом сочинении.

В письме к К. Р. (великому князю Константину Романову) от 21 сентября 1893 года, в ответ на предложение последнего положить на музыку стихотворение «Реквием» Алексея Апухтина, П. Чайковский отмечал, что: 
... последняя моя симфония, только что написанная и предназначенная к исполнению 16 октября <...> проникнута настроением очень близким к тому, которым преисполнен „Реквием“. Мне кажется, что симфония эта удалась мне, и я боюсь, как бы не повторить самого себя .
По воспоминаниям певицы Александры Панаевой-Карцовой, после первого исполнения Шестой симфонии композитор, провожая свою кузину Анну Мерклинг, согласился с её предположением, что он описал ей свою жизнь:
Ты угадала. Первая часть — детство и смутные стремления к музыке. Вторая — молодость и светская веселая жизнь. Третья — жизненная борьба и достижение славы. Ну, а последняя, — это De profundis, то есть — молитва об умершем, чем всё кончаем, но для меня это ещё далеко, я чувствую в себе столько энергии, столько творческих сил; я знаю, что создам ещё много, много хорошего и лучшего, чем до сих пор.
Племянник Чайковского Юрий говорил:
Шестая симфония, по моему глубокому убеждению, является произведением автобиографическим. Помню, что такого мнения придерживались Модест Ильич Чайковский и мой брат Владимир, которому Пётр Ильич посвятил эту симфонию.
Брат композитора Модест Ильич Чайковский писал в 1907 году чешскому музыковеду Рихарду Батке:
Вы хотели узнать программу Шестой симфонии, но я ничего не могу сообщить Вам, так как брат держал её в своих мыслях. Он унёс эту тайну с собой в могилу. Но если Вы всё-таки хотите, я сообщу Вам то немногое, что узнал от брата. Первая часть представляет собой его жизнь, сочетание страданий, душевных мук, с непреодолимым томлением по Великому и Возвышенному, с одной стороны, борьбу со страхом смерти, с другой — божественную радость и преклонение перед Прекрасным, перед Истиной, Добром, всем, что сулит вечность и небесное милосердие. Так как брат большую часть своей жизни прожил ярко выраженным оптимистом, он закончил первую часть возвращением второй темы. Вторая часть, по моему мнению, представляет собой ту радость жизни, которая не может сравниться с преходящими мимолётными радостями нашей повседневной жизни, радость, музыкально выраженная необыкновенным пятидольным размером. Третья часть свидетельствует об истории его развития как музыканта. Это не что иное, как шалость, игра, развлечение в начале его жизни до двадцатилетнего возраста, но потом всё это делается серьёзнее и кончается достижением мировой славы. Её и выражает триумфальный марш в конце. Четвёртая часть — состояние его души в последние годы жизни — горькие разочарования и глубокие страдания. Он приходит к мысли, что слава его как художника преходяща, что сам он не в силах побороть свой ужас перед вечным Ничто, тем Ничто, где всему, что он любил и что в течение всей жизни считал вечным, угрожает бренность.
Доктор искусствоведения, живущая в Израиле, Марина Рыцарева опубликовала в 2017 году книгу «Тайна Патетической Чайковского (о скрытой программе Шестой симфонии)». В книге Рыцарева утверждает, исходя из религиозных представлений композитора, что «скрытая программа этой симфонии как-то связана с историей Христа». Вот как она трактует содержание Симфонии: «в первой части — ни с чем не сравнимый по силе внутренний конфликт и его решение — ночь в Гефсиманском саду (кстати, разработку назвал гефсиманской сценой Дэйвид Браун, уж не знаю буквально или метафорически). Ну а третья часть — празднество, толпы народа, железный каркас марша, организующий и подчиняющий себе все — могут ассоциироваться с праздником Песах в Иерусалиме, римскими легионерами. Все это заканчивается издевательствами над Христом».

## Состав оркестра
Деревянные духовые
Флейта пикколо
3 флейты
2 гобоя
2 кларнета (A)
2 фагота
Медные духовые
4 валторны (F)
2 трубы (A, B)
3 тромбона
Туба
Ударные
Литавры
Тарелки
Большой барабан
Там-там
Струнные
I и II скрипки
Альты
Виолончели
Контрабасы

## Структура произведения

### I. Adagio — Allegro non troppo
Первая часть симфонии начинается с медленного вступления. Оно мрачное благодаря низким регистрам и сумрачным тембрам соло-фагота, альтов и контрабасов. Музыкальное полотно рваное.
Главная партия, H-moll.
Побочная партия, D-dur , 3-х частная, развёрнутая.
Разработка «волновая» (кульминация — спад). Реприза вовлекается в разработку. В разработке звучит тема «Со святыми упокой». Диалог медных духовых и струнных. Меняется звучание ПП, звучит опустошённо, предчувствие трагического конца.
Кода, H-dur.
В коде звучит хорал, сначала у медных духовых, затем у деревянных. Всем им аккомпанируют струнные «pizzicato».

### II. Allegro con grazia
Эта часть являет собой необычный вальс. Его необычность в том, что он не трёхдольный, как всякий вальс, а пятидольный (на 5/4). Он резко контрастирует с предыдущей частью. Року, неизбежности, ужасу смерти противопоставляется красота, обаяние молодой жизни. Его мелодия грациозна, изящна, порой даже кокетлива. Меланхолично капризное танцевальное движение с оттенком стилизации. В среднем разделе — трио — появляются скорбные элегические интонации: «вздохи», звучащие на фоне повторяющегося на протяжении всего раздела одного единственного звука — ре в басу. Они вызывают ассоциацию со скорбной музыкой начала симфонии и одновременно предвосхищают траурный финал. Но возвращается внешне безмятежный вальс. Лишь в коде вновь появляются грустные интонации.

### III. Allegro molto vivace
Третья часть, G-dur, — скерцо-марш на 12/8. Музыка на первый взгляд энергична и торжественна, однако именно в этой части особенно остро ощущается непреодолимость злого, враждебного человеку начала, направленного на разрушение всех его светлых надежд и устремлений. Несмотря на свою «торжественность», «маршеобразность», музыка этой части далеко не жизнеутверждающая.
Кто-то видит в этой музыке шабаш нечисти. Например, Е.Мравинский считал, что эта часть символизирует агонию перед смертью.
Скерцо-марш — 2-я драматическая кульминация симфонии.
Вначале звучит тема скерцозного характера.

### IV. Adagio lamentoso
Вопреки традиции, симфония завершается медленной, траурно-погребальной музыкой. Первоначально Чайковский хотел закончить симфонию траурным маршем, но, в конце концов, счёл, что сопоставление двух маршей (первый — в предыдущей части) воспринималось бы как художественный просчет. В результате он написал финал в характере скорбного монолога-реквиема. Возникает параллель с «Lacrimosa» из Реквиема Моцарта. Финал начинается как скорбная песнь о разбитых надеждах и даже, быть может, больше — о погибшей жизни. Поразительна главная тема: это почти та же тема, что и в побочной партии первой части. Она начинается теми же звуками, в ней те же интервальные ходы. Но песнь эта не допета. Такое впечатление, что не хватает сил. Она сникает трагически. Вторая тема, более светлая, на фоне трепетного аккомпанемента, также заимствована — из побочной партии первой части. Создаётся впечатление, что финал основан на отдельных мотивах темы, символизировавшей в начале симфонии прекрасный и, как оказалось, недостижимый идеал. Постепенно звучание замирает, истаивает. Завершился жизненный круг. Всё растворилось в небытии.